# Região Geográfica Imediata de Presidente Prudente
A Região Geográfica Imediata de Presidente Prudente é uma das 53 regiões imediatas do estado brasileiro de São Paulo, uma das quatro regiões imediatas que compõem a Região Geográfica Intermediária de Presidente Prudente e uma das 509 regiões imediatas no Brasil, criadas pelo IBGE em 2017.
É composta por 28 municípios, tendo uma população estimada pelo Censo 2022, de 833 530 habitantes e uma área total de 15 078,835 km².

## Municípios
Fonte: IBGE – Cidades
| Município                  | População Estimada (2017) | Área (km²) |
| -------------------------- | ------------------------- | ---------- |
| Alfredo Marcondes          | 4 135                     | 118.915    |
| Álvares Machado            | 24 813                    | 347.647    |
| Anhumas                    | 4 053                     | 320.84     |
| Caiabu                     | 4 211                     | 253.352    |
| Emilianópolis              | 3 197                     | 225.167    |
| Estrela do Norte           | 2 769                     | 264.987    |
| Euclides da Cunha Paulista | 9 559                     | 573.89     |
| Iepê                       | 8 103                     | 594.974    |
| Indiana                    | 4 931                     | 129.367    |
| João Ramalho               | 4 468                     | 415.452    |
| Martinópolis               | 26 123                    | 1253.564   |
| Mirante do Paranapanema    | 18 130                    | 1238.931   |
| Nantes                     | 3 049                     | 286.647    |
| Narandiba                  | 4 746                     | 357.326    |
| Pirapozinho                | 27 021                    | 477.675    |
| Presidente Bernardes       | 13 420                    | 749.233    |
| Presidente Prudente        | 225 271                   | 560.637    |
| Quatá                      | 13 893                    | 651.341    |
| Rancharia                  | 29 821                    | 1587.498   |
| Regente Feijó              | 19 985                    | 263.28     |
| Ribeirão dos Índios        | 2 243                     | 196.446    |
| Rosana                     | 17 795                    | 744.011    |
| Sandovalina                | 4 174                     | 455.856    |
| Santo Anastácio            | 21 030                    | 552.876    |
| Santo Expedito             | 3 057                     | 94.465     |
| Taciba                     | 6 193                     | 607.266    |
| Tarabai                    | 7 302                     | 201.385    |
| Teodoro Sampaio            | 22 914                    | 1555.803   |
| Total                      | 536 406                   | 118,915    |